# 蔡楚生故居
蔡楚生故居，位于中国广东省汕头市汕头市潮阳区铜盂镇集星村，2005年8月16日公布为汕头市文物保护单位，类型为近现代重要史迹及代表性建筑。
蔡楚生故居的历史年代为近代。